# U-444
O Unterseeboot 444 foi um submarino alemão, pertencente a Kriegsmarine que atuou por um curto período durante a Segunda Guerra Mundial. Foram construidos 568 submarinos da classe Tipo VIIC entre os anos de 1938 a 1944, um deles foi o U-444.
Em seus 60 dias de operação de guerra U-444 não afundou nenhum navio inimigo. O submarino foi afundado em 11 de março de 1943, como consequencia de um duplo abalroamento provocado pelo contratorpedeiro HMS Harvester da Marinha Real Britânica  e pela corveta Aconit (1941-1947) da França Livre.
Os 4 sobreviventes do U-444 foram recolhidos pelo Aconit  e levados como prisioneiros de guerra para Greenock na Escócia.

## Comandantes
O Oberleutnant zur See Albert Langfeld (1918-1943) esteve a frente do navio desde o seu comissionamento até a data que o submarino foi atacado e posto a pique. Albert Langfeld desapareceu no Atlântico Norte junto com o U-444.
| Comandante      | Data                                    |
| --------------- | --------------------------------------- |
| Albert Langfeld | 9 de maio de 1942 - 11 de março de 1943 |

## Operações

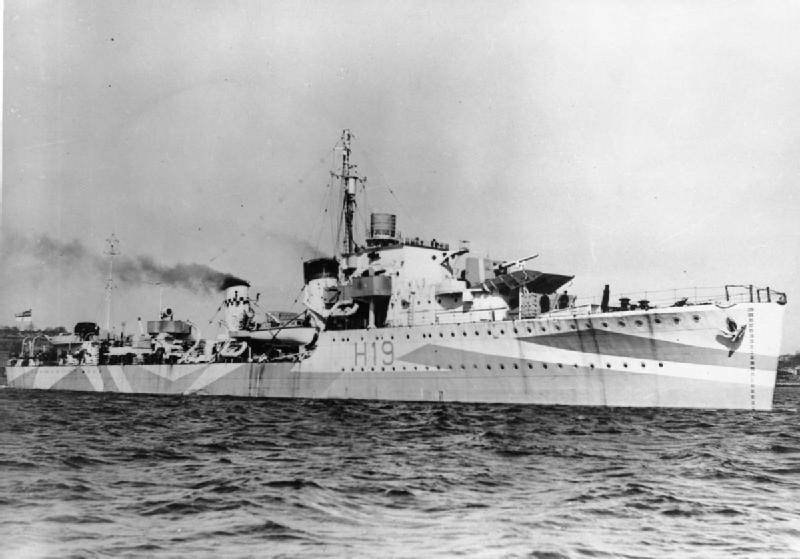
Contratorpedeiro Harvester primeiro a abalroar o U-444.

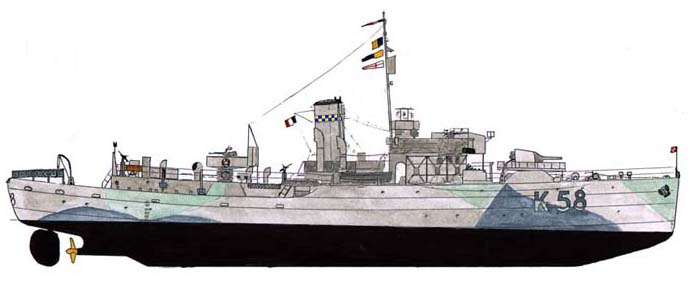
Corveta mandou ao fundo o 'U-444.

O submarino em sua carreira, participou de duas patrulhas. Na primeira delas quando a tripulação estava sendo treinada o submarino se deslocou da base de Kiel, até La Pallice, passando pelas costas da Islândia no Atlântico Norte, contornando a Inglaterra, cruzando o Mar Celta, estando subordinado a 8ª Flotilha de Unterseeboot da Kriegsmarine. Em sua última viagem o navio foi em direção a região central do Atlântico Norte, para atacar os navios do Comboio HX 228 (28 de fevereiro - 15 de março de 1941) que tinha partido do porto de Nova Iorque com destino a Liverpool, nesta oportunidade estava sob o comando da 3ª Flotilha de Unterseeboot da Kriegsmarine.
O submarino esteve sob ataque por uma única vez em 11 de março de 1943, data em que foi ao fundo. O U-444 navegava na superfície a procura de navios de maior porte. O comandante Albert Langfeld só notou a presença do HMS Harvester quando ele estava a 500 metros, obrigando uma imersão de emergência. O contratorpedeiro iniciou com sucesso um ataque com cargas de profundidade. As primeiras bombas alcançaram o submarino quando ele estava a 120 metros de profundidade, ocasionando pesados danos. O submarino passou a fazer água, teve que retornar a superfície. O Harvester avançou sobre o submarino em uma ação de abalroamento, que deixou fora de ação tanto o U-444 quanto o contratorpedeiro, que imobilizado foi atacado e afundado pelo submarino U-432. A corveta Aconit que vinha em busca dos sobreviventes do Harvester, encontrou o U-444 ainda na superfície e em um novo abalroamento afundou o submarino, para na sequencia iniciar um ataque bem sucedido ao U-432 que permanecia na área.

### Patrulhas
|       | Comandante      | Partida                | Partida    | Chegada                | Chegada    | Dias    | Tonelagem afundada |
| ----- | --------------- | ---------------------- | ---------- | ---------------------- | ---------- | ------- | ------------------ |
|       | Albert Langfeld | 17 de dezembro de 1942 | Kiel       | 3 de fevereiro de 1943 | La Pallice | 49      |                    |
| 1     | Albert Langfeld | 1 de março de 1943     | La Pallice | 11 de março de 1943    | afundado   | 11      |                    |
| Total | Total           | Total                  | Total      | Total                  | Total      | 60 dias | -                  |

## Operações conjuntas de ataque
O U-444 participou das seguinte operações de ataque combinado durante a sua carreira:
- Rudeltaktik Falke (28 de dezembro de 1942 - 19 de janeiro de 1943)
- Rudeltaktik Landsknecht (19 de janeiro de 1943 - 24 de janeiro de 1943)
- Rudeltaktik Neuland (8 de março de 1943 - 11 de março de 1943)